# 希拉里奥·达维德
小希拉里奥·格尔博林戈·达维德（英語：Hilario Gelbolingo Davide Jr.，1935年12月20日—），是菲律宾常驻联合国代表，菲律賓大理院大法官、首席大法官。2010年6月30日担任菲律宾总统贝尼格诺·阿基诺三世成立的菲律宾真相委员会主席。